# 이동하 (축구 선수)
이동하(1995년 9월 30일 ~ )는 대한민국의 축구 선수로, 포지션은 센터백이다.